# Demenza frontotemporale con amiotrofia
La locuzione demenza frontotemporale con amiotrofia identifica un'entità clinico-patologica inquadrabile nell'ambito delle demenze frontotemporali ma che si caratterizza per la compromissione tardiva e progressiva delle capacità motorie.

## Profilo clinico e diagnostico
La definizione di demenza frontotemporale con amiotrofia raccoglie i criteri di classificazione nosologici sia delle demenze che delle malattie dei motoneuroni. La demenza si instaura precocemente rispetto alla compromissione motoria; è caratterizzata dalla presenza di atteggiamenti perseverativi e stereotipati, disfasia, disinteressa alla cura della persona, disinibizione e ipersessualità in assenza di disturbi della memoria. La compromissione motoria, spesso tardiva, è invece inquadrabile nell'ambito della sclerosi laterale amiotrofica; in questo senso, la demenza frontotemporale con amiotrofia si caratterizza per la presenza di alterazioni in senso atrofico del primo e secondo motoneurone. Le alterazioni della personalità e del linguaggio insorgono tipicamente in epoca presenile, con durata di malattia breve, in genere di 2 o 3 anni, con esito verso l'insufficienza respiratoria. Tipica è la rarefazione dei neuroni dei lobi frontale e temporale e delle corna anteriori del midollo spinale.